# Etienne Cooreman
Etienne P. G. M. Cooreman (Zele, 14 november 1928) is een voormalig Belgisch senator en volksvertegenwoordiger.

## Levensloop
Zijn vader was Paul Emile Cooreman (1890-1947), vrederechter te Zele en te Lokeren. Zijn moeder Ghislaine de Lausnay (1895-1982) was de dochter van Louis de Lausnay, de burgemeester van Overmere. Tevens was Etienne Cooreman de kleinzoon van de politicus Jean-Baptiste Cooreman. Beroepshalve werd hij advocaat.
Cooreman werd politiek actief voor de CVP en zetelde van 1958 tot 1968 in de Kamer van volksvertegenwoordigers voor het arrondissement Dendermonde. Daarna zetelde hij van 1971 tot 1995 in de Senaat, van 1971 tot 1991 als rechtstreeks gekozen senator voor het arrondissement Dendermonde-Sint-Niklaas en van 1991 tot 1995 als provinciaal senator voor Oost-Vlaanderen. Nadien was hij van 1995 tot 1999 voorzitter van de Effectenbeurs van Brussel. In de periode december 1971-oktober 1980 zetelde hij als gevolg van het toen bestaande dubbelmandaat ook in de Cultuurraad voor de Nederlandse Cultuurgemeenschap, die op 7 december 1971 werd geïnstalleerd. Vanaf 21 oktober 1980 tot november 1991 was hij lid van de Vlaamse Raad, de opvolger van de Cultuurraad en de voorloper van het huidige Vlaams Parlement.
Zijn naam is verbonden aan de zgn. wet Cooreman-De Clercq. Het gaat om een wetsvoorstel van hem dat door de regering (minister van financiën Willy De Clercq) werd uitgevaardigd als bijzondere machten-besluit. Daardoor konden alle Belgische burgers aandelen kopen in bedrijven en die fiscaal aftrekken. Die kreeg zijn vervolg in een wet die het pensioensparen regelde. Daardoor kreeg men de kans op vrijwillige basis een pensioen op te bouwen naast het wettelijke. Bij de zware koersval van de beurzen begin 2009 pleitte hij voor een nieuwe "wet Cooreman-De Clercq". Het voorstel kreeg weinig gehoor. 
De plaatselijke kinderboekenschrijver Henri Van Daele, bundelde in 2009 een aantal gesprekken met Cooreman onder de titel  Ik weet nog goed.